# Шичжун (Цзинань)
Шичжу́н (кит. упр. 市中, пиньинь Shìzhōng, буквально: «внутри городских границ») — район городского подчинения города субпровинциального значения Цзинань провинции Шаньдун (КНР).

## История
В 1904 году в этих местах был официально учреждён торговый порт. В 1908 и 1926 годах его территория была расширена.
В 1929 году был официально образован город Цзинань, и в этих местах были созданы Цзинаньский внешний район № 3 и портовые районы № 1, № 2 и № 3.
Когда в 1938 году Цзинань был захвачен японцами, то в этих местах были учреждены Внешний западный район, Портовый восточный район и Портовый центральный район.
В 1948 году было произведено изменение административно-территориального деления Цзинаня, и в этих местах был создан район № 5. В 1954 году он был переименован в Район № 4.
В 1955 году Цзинань был разделён на 5 крупных районов. Так как этот район находился между остальными четырьмя, то он получил название «Шичжун».

## Административное деление
Район делится на 17 уличных комитетов.